# Gare de Hamont
La gare de Hamont (en néerlandais : station Hamont) est une gare ferroviaire belge de la ligne 19, de Mol à Budel située près du centre de Hamont, dans la ville de Hamont-Achel, dans la province de Limbourg en Région flamande.
Fermée aux voyageurs en 1957, cette ancienne gare-frontière a été rouverte en 2014, en même temps que la section de Neerpelt à Hamont.
C'est un point d'arrêt non gardé (PANG) à accès libre de la Société nationale des chemins de fer belges (SNCB) desservi par des trains InterCity (IC) et d'Heure de pointe (P).

## Histoire

### Origines
La compagnie du Grand Central Belge inaugure la gare d'Hamont près de la frontière des Pays-Bas le 2 juin 1879 en même temps que les lignes de Mol à Hamont (future ligne 19) et son prolongement vers la frontière allemande, permettant la mise en service du Rhin d'acier. Les Chemins de fer de l'État belge et ceux de l’État néerlandais (Staatsspoorwegen) exploiteront cette ligne internationale après 1897.

### La catastrophe de 1918
Le 18 novembre 1918 un train de munitions explose en gare lors de la retraite de l'armée allemande. La catastrophe fait 1 007 morts, tous des soldats, et détruit une grande partie du village et la gare. Elle est la catastrophe la plus meurtrière de Belgique.

### Après-guerre
Le trafic des trains de voyageurs est supprimé sur la ligne 19 le 4 octobre 1953 à l'exception d'un aller-retour quotidien Hasselt-Neerpelt-Hamont via la ligne 18, qui disparaît finalement le 2 juin 1957.
La grande gare de Hamont, qui accueillait le contrôle à la frontière des voyageurs et marchandises ainsi qu'une remise à locomotives est démolie par phases et devient un simple point de passage pour les trains de marchandises.
En 1978, la SNCB rouvre la ligne 19 aux voyageurs mais seulement entre Mol et Neerpelt. Il faut attendre le 6 avril 2014 pour que la section Neerpelt-Hamont accueille à nouveau des trains de voyageurs. Un quai, un parking et des petits abris sont reconstruits et l'électrification est mise en route.
Le 10 juin 2021, l'entièreté de la ligne 19 (à l'exception de la section Hamont – frontière utilisée uniquement par quelques trains de marchandises) est officiellement mise sous tension en présence du ministre des transports, Georges Gilkinet, des directeurs d'Infrabel et CEF transport et le remplacement des autorails diesel débute,,.

## Service des voyageurs

### Accueil
La gare de Hamont est un point d'arrêt non gardé (PANG) à accès libre. L'achat des tickets s'effectue un automate de vente à proximité de l'unique quai et du parking.

### Desserte
Hamont est desservie par des trains InterCity (IC) d'Heure de pointe (P) et Touristiques (ICT) de la SNCB circulant sur la ligne commerciale 15 : Anvers - Lierre - Mol - Hasselt (voir brochure SNCB de la ligne 15).
La desserte est constituée de trains IC-10 reliant Anvers-Central à Hamont via Mol, toutes les heures (en semaine comme le week-end).
Les jours de semaine s'ajoute un unique train P de Neerpelt à Malines et Bruxelles-Midi, le matin, effectuant le trajet retour l'après-midi.
Le dimanche, en période scolaire, il existe quatre trains supplémentaires l'après-midi : deux reliant Hamont à Heverlee (près de Louvain) et deux autres reliant Hamont à Mol.
Jusqu'à l'électrification de la ligne 19 Mol – Hamont (3000V CC), ces trains sont assurés par des autorails AR41, seuls véhicules diesel pour voyageurs encore en service à la SNCB. (Les seules locomotives diesel encore en service sur les grandes lignes, les locomotives mixtes ligne/manœuvre série 77/78, n'y tirent que des trains de marchandises). Le voyage inaugural après électrification s'est fait en automotrice AM08 "Desiro" : ces automotrices prendront le relais pour les trains IC avec peut-être des rames réversibles de M4 pour les trains P et ICT.

## Comptage voyageurs
Le graphique et le tableau montrent le nombre de passagers qui en moyenne embarquent durant la semaine, le samedi et le dimanche.
| Nombre de voyageurs qui embarquent à la gare de Hamont | Nombre de voyageurs qui embarquent à la gare de Hamont | Nombre de voyageurs qui embarquent à la gare de Hamont | Nombre de voyageurs qui embarquent à la gare de Hamont |
|                                                        | Semaine                                                | Samedi                                                 | Dimanche                                               |
| ------------------------------------------------------ | ------------------------------------------------------ | ------------------------------------------------------ | ------------------------------------------------------ |
| 2014                                                   | 52                                                     | -                                                      | 48                                                     |
| 2015                                                   | 154                                                    | 122                                                    | 194                                                    |
| 2016                                                   | 158                                                    | 98                                                     | 167                                                    |
| 2017                                                   | 158                                                    | 107                                                    | 161                                                    |
| 2018                                                   | 165                                                    | 117                                                    | 207                                                    |
| 2019                                                   | 171                                                    | 45                                                     | 121                                                    |
| 2020                                                   | 98                                                     | 22                                                     | 101                                                    |
| 2021                                                   | -                                                      | -                                                      | -                                                      |
| 2022                                                   | 126                                                    | 141                                                    | 192                                                    |
| 2023                                                   | 128                                                    | 106                                                    | 178                                                    |
| 2024                                                   | 147                                                    | 181                                                    | 259                                                    |

## Patrimoine ferroviaire
Plus rien ne subsiste du très grand bâtiment de gare, érigé à Hamont en 1879, et de l'important complexe de voies et de bâtiments utilisés pour le contrôle douanier des marchandises transfrontalières. Une pierre commémorative rappelle le passé de la gare de Hamont.
Ce bâtiment était de la même famille que les gares de Neerpelt, Mol (démolie), Jamioulx et Ham-sur-Heure, mais celui de Hamont était le plus grand ; muni de 24 travées , il possédait deux parties à étage servant de logement de fonction et un grand fronton décoratif au centre.

Galerie de photographies
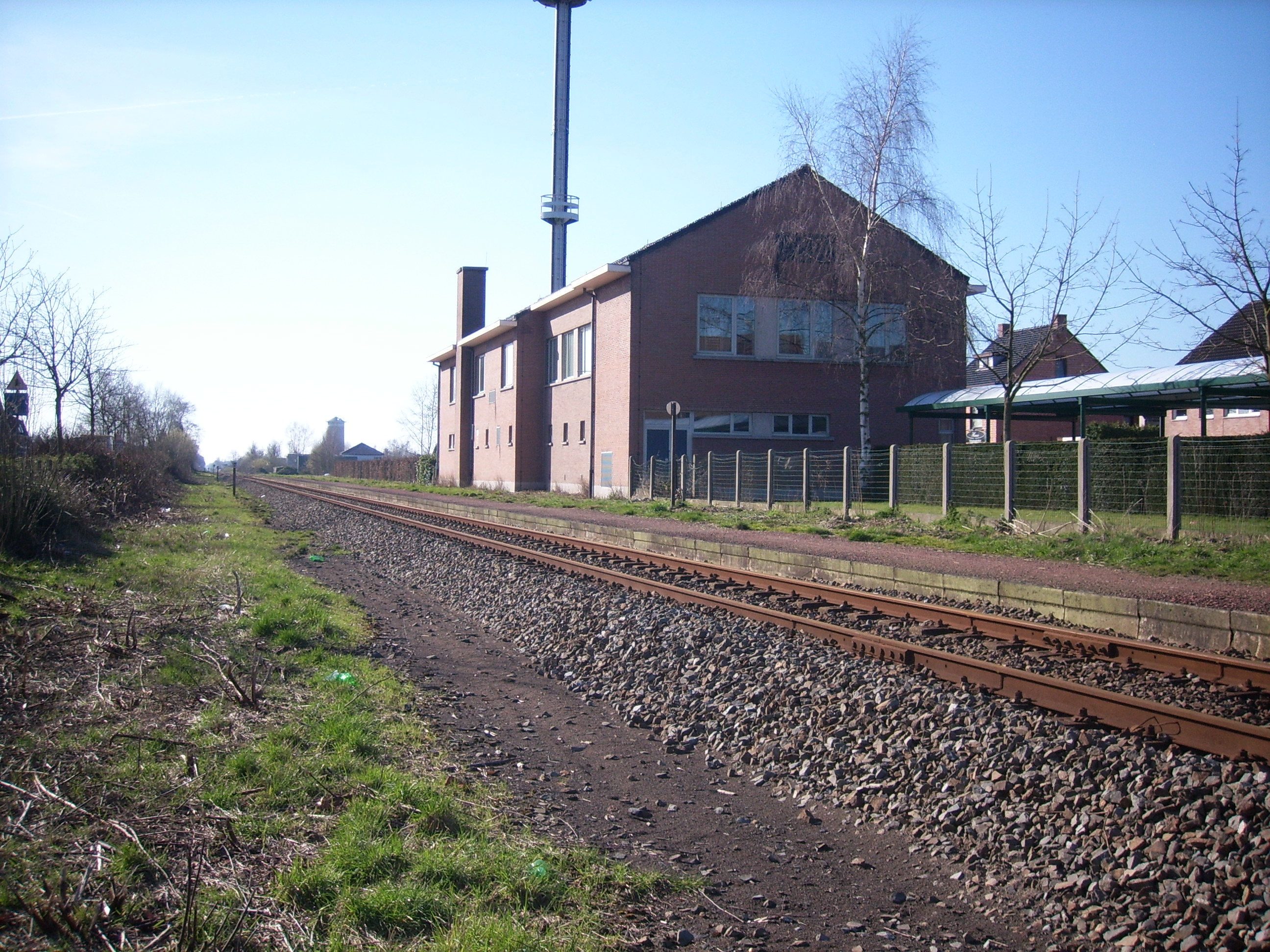
Avant les travaux (2007). Le quai est à l'abandon et un grand bâtiment a été érigé à l'emplacement de la gare.
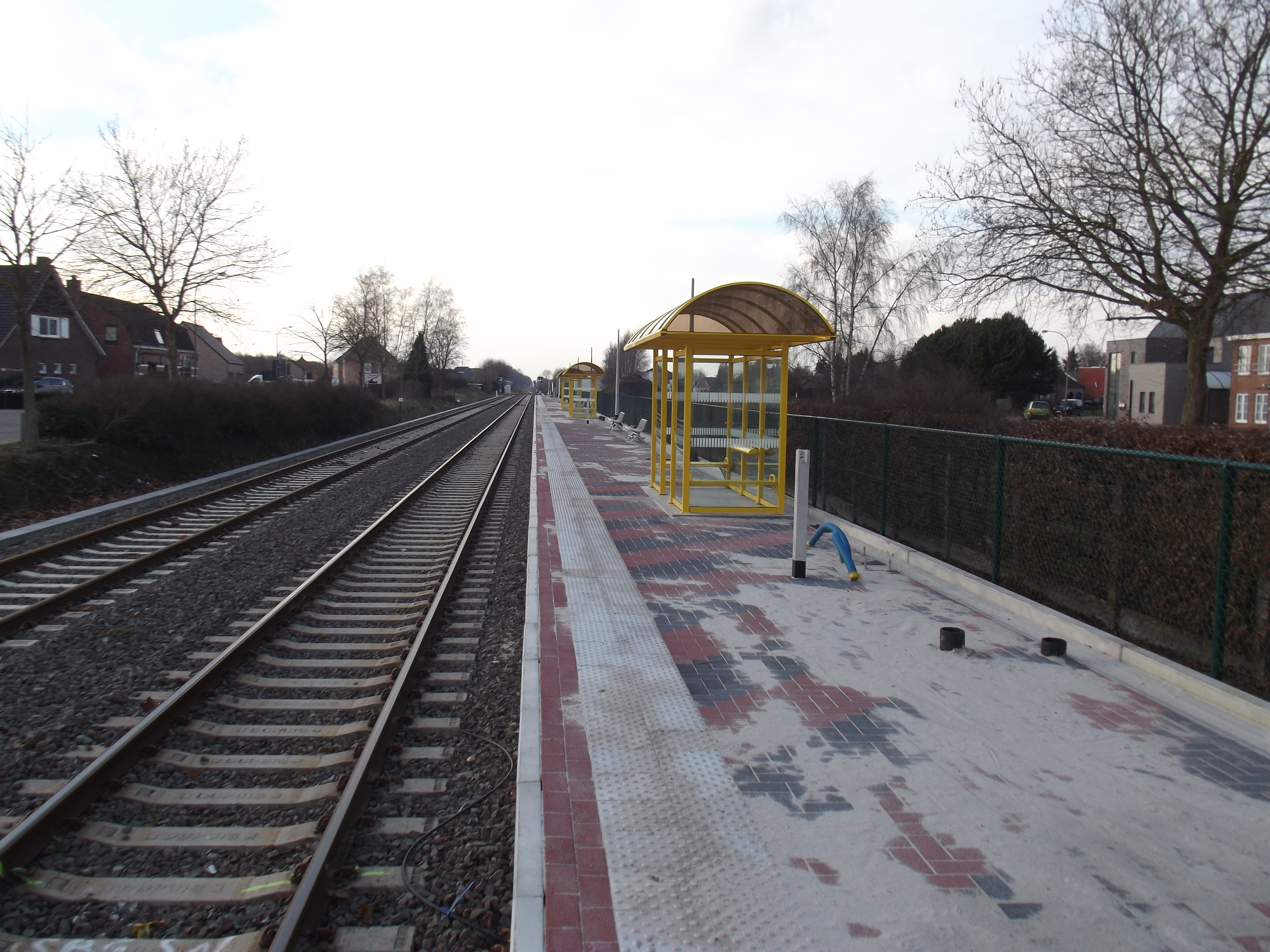
Construction des quais (2013).
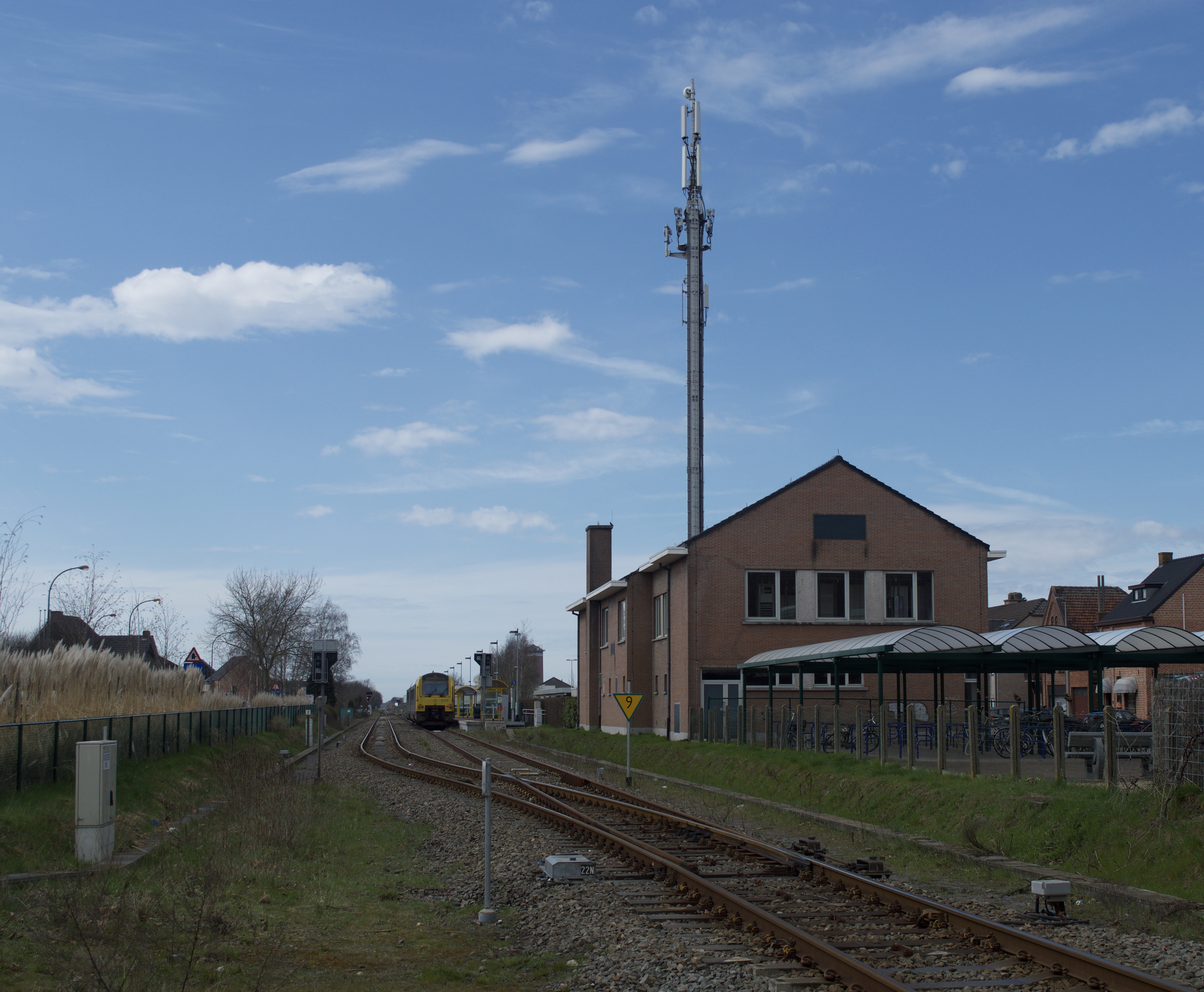
La gare possède deux voies, dont une seule à quai.
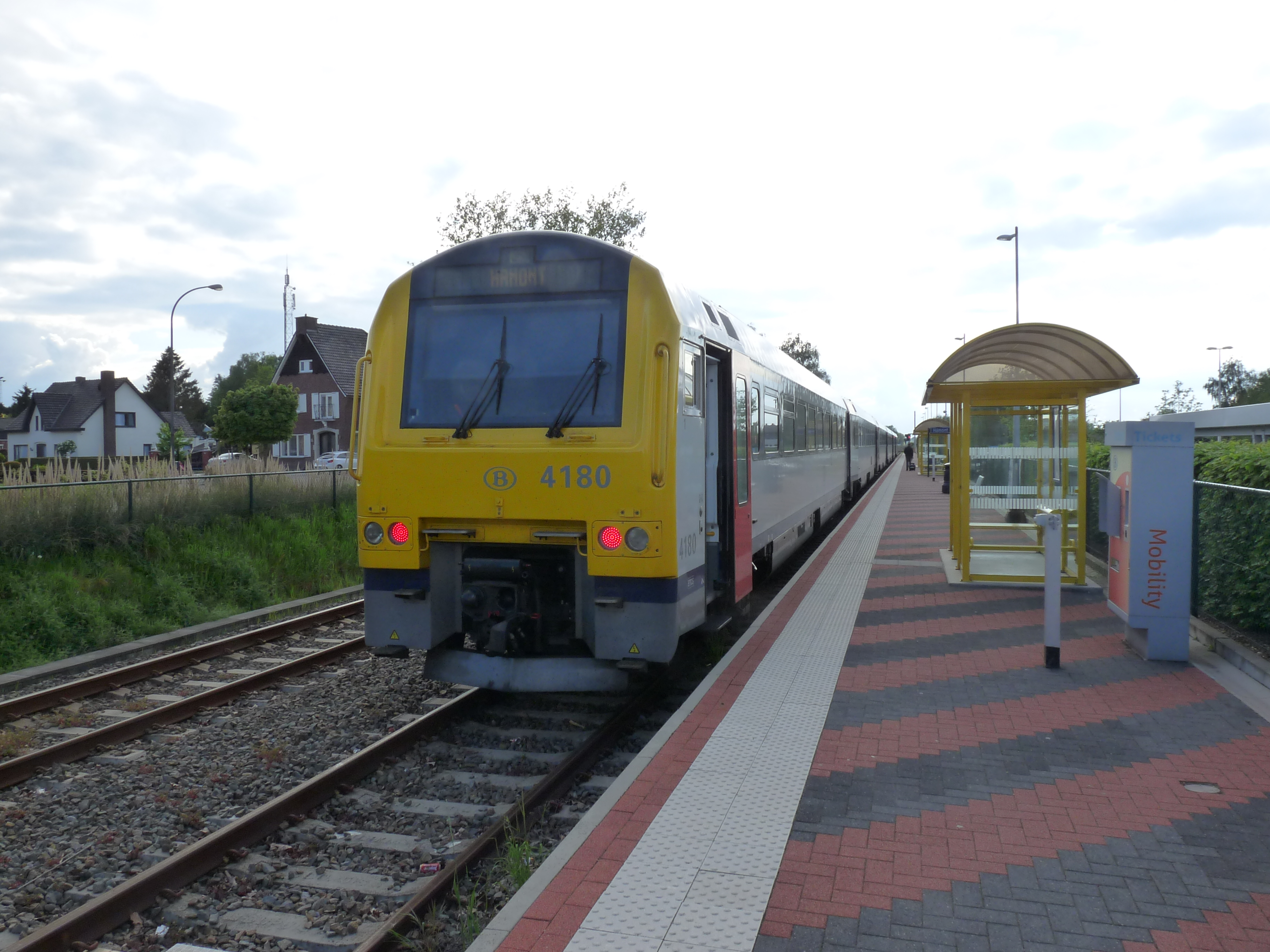
Train à quai (2019).